# Velikolukskij rajon
Il Velikolukskij rajon (in russo Великолукский район?) è un rajon dell'Oblast' di Pskov, nella Russia europea; il capoluogo è Velikie Luki. Istituito il 9 settembre 1927, ricopre una superficie di 2.960,2 chilometri quadrati e nel 2010 ospitava una popolazione di circa 22.500 abitanti.